# Брусок Вебера
Брусок Вебера (англ. Weber bar) — прилад для детектування гравітаційних хвиль, вперше розроблений і сконструйований американським фізиком Джозефом Вебером з Університету Меріленда. Пристрій складався з алюмінієвих циліндрів 2 метри в довжину і 1 метр в діаметрі, які слугували антенами для виявлення гравітаційних хвиль.

## Історія
Приблизно в 1968 році Вебер зібрав те, що, на його думку, мало стати «хорошим доказом» теоретичного явища. Він повторював свої експерименти багато разів, але не отримав надійних підтверджень реєстрації гравітаційних хвиль.
Експерименти, проведені Вебером, були дуже суперечливими, і його позитивні результати з апаратом, зокрема його заява про виявлення гравітаційних хвиль від наднової зорі SN1987A в 1987 році, були спростовані. Критика дослідження зосереджувалась на аналізі даних Вебера та його неповних визначеннях того, яка сила вібрації означатиме проходження гравітаційної хвилі.
Перша «Гравітаційна хвильова антена» Вебера була виставлена в Смітсонівському інституті як частина виставки до сторіччя Ейнштейна з березня 1979 по березень 1980 року. Друга антена виставлена в обсерваторії LIGO в Генфорді.

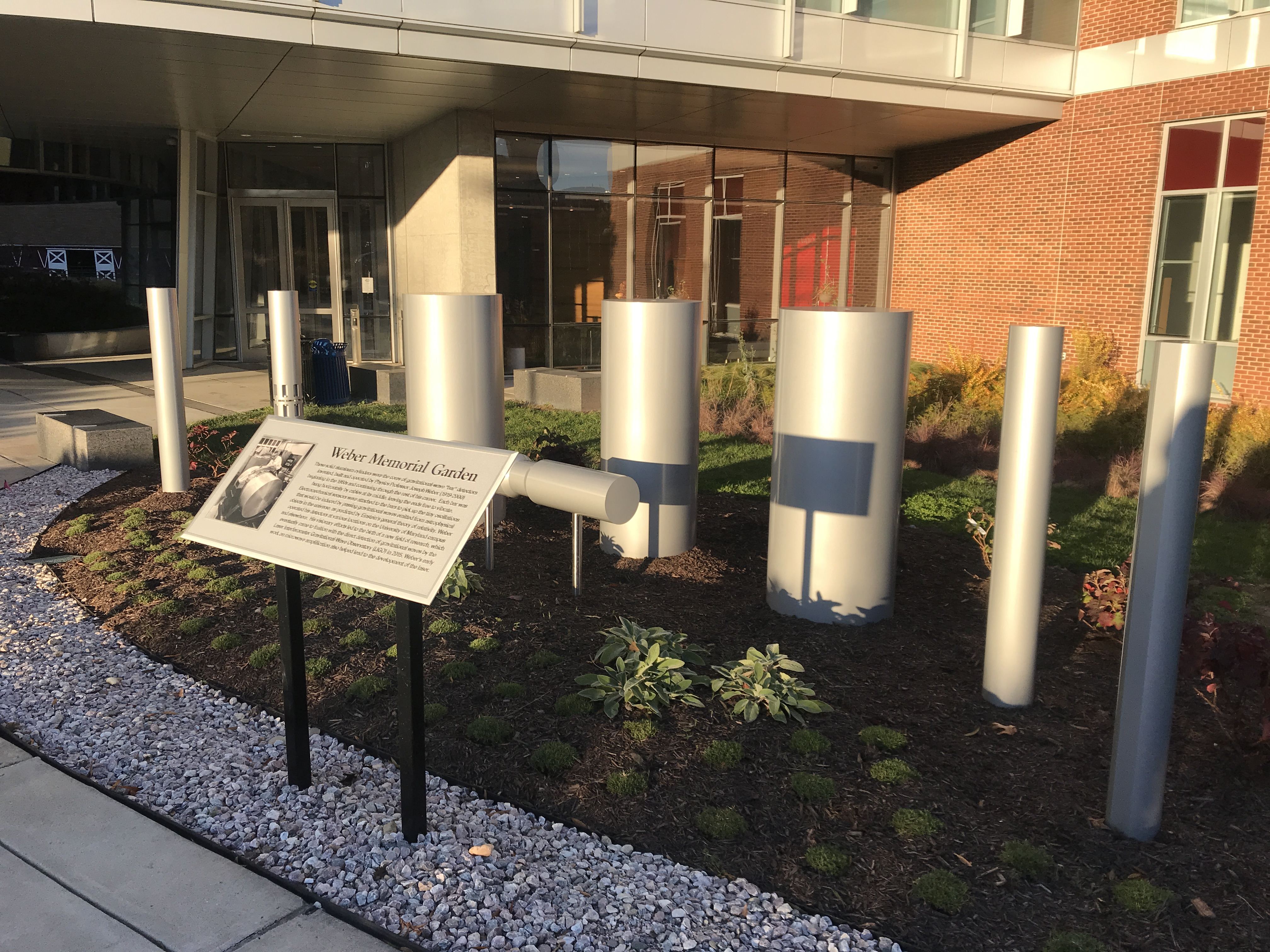
Меморіальний сад Вебера в Університеті Меріленда.

Меморіальний сад Вебера відкрили 2019 року в Університеті Меріленда, де Вебер був викладачем. Сад містить вісім циліндрів з детекторів Вебера.

## Механізм
Ці масивні алюмінієві циліндри вібрували з резонансною частотою 1660 герц і були розроблені так, щоб рухатись під дією гравітаційних хвиль, передбачених Вебером. Оскільки ці хвилі мали бути дуже слабкими, циліндри мали бути масивними, а п'єзоелектричні датчики — дуже чутливими, здатними виявляти зміну довжини циліндрів приблизно на 10−16 метрів.